# Укладчик обочин
Укладчик обочин, отсыпщик обочин — это навесное оборудование для укладки сыпучих материалов и асфальтовой массы на край дорожного полотна для формирования обочины с заданными параметрами высоты, ширины и угла наклона.
Благодаря гидравлической регулировке подвижных частей укладчика происходит взаимодействие с любым типом самосвалов.
Укладчик обочин может быть смонтирован на колесном погрузчике, экскаваторе-погрузчике и тракторе.

## Принцип действия укладчика обочин
Укладчик обочин монтируется на колесный погрузчик, экскаватор-погрузчик или трактор и упирается контактной балкой укладчика в задние колеса самосвала. Оператор укладчика обочин путём регулировки подвижных частей настраивает правильное положение бункера для приема материала из кузова самосвала, а также положение отвала для точного формирования ширины, высоты и угла наклона обочины.
Весь процесс отсыпки обочины с применением укладчика происходит в плотном взаимодействии водителя погрузчика, оператора укладчика обочин и водителя самосвала.
В процессе движения всей колонны происходит быстрая укладка обочины дорожного полотна, сокращается расход инертных материалов на 10-15 % благодаря использованию моделей укладчиков обочин с выдвижными гидравлическими столами, сокращаются трудозатраты, повышается производительность труда.